# Мер'єм Узерлі
Мер'є́м Сахра́ Узерлі (тур. Meryem Sahra Uzerli; 12 серпня 1983, Кассель) — турецько-німецька акторка та фотомодель. Світову славу отримала після ролі Гюррем-султан в культовому телесеріалі «Величне століття. Роксолана».

## Біографія
Мер'єм Узерлі народилася 12 серпня 1983 року в місті Кассель в Німеччині. Її мати Урсула — німкеня, а батько Хуссейн — турок. Є четвертою та молодшою дитиною в сім'ї. Має двох старших одноутробних братів від першого шлюбу матері і старшу рідну сестру. З 2000 до 2003 року вивчала акторську майстерність у драматичній студії Фрезе в Гамбурзі, де також грала в невеликих театральних постановках. У 2008 році почала з'являтися у німецьких фільмах та серіалах з епізодичними ролями. Окрім діяльності у кіно, підробляла фотомоделлю. 
У 2010 році отримала пропозицію головної ролі Гюррем-султан в історичному серіалі «Величне століття», що розповідає про життя Османської імперії за часів правління султана Сулеймана і його стосунки з українською рабинею, яка пізніше стане всесвітньо відомою як Роксолана. Продюсери проєкту помітили її гру в одному з німецьких короткометражних фільмів та запросили в Стамбул на проби.
Після проходження п'ятиденного кастингу Узерлі була затверджена на роль. За словами продюсера серіалу Тимура Савджі, пошуки головної акторки проходили протягом двох років, і Узерлі приєдналася до акторського складу проєкту останньою, лише за два тижні до старту зйомок. Знімальний процес давався їй важко через складнощі з турецькою мовою, тривалим заучуванням реплік і депресією. Акторки Сельма Ергеч і Нур Феттахоглу, які також мають турецько-німецьке походження, потоваришували з Узерлі на знімальному майданчику і продовжили тісне спілкування після закінчення роботи над серіалом.
«Величне століття» транслювався у 60 країнах світу, і протягом чотирьох років ефіру мало дуже високі рейтинги. Він приніс Узерлі всесвітню популярність, визнання та безліч престижних нагород. Аудиторія та критика були захоплені її екранним втіленням Гюррем-султан. Однак у травні 2013 року стало відомо, що Узерлі раптово залишила серіал, не догравши до кінця третього сезону чотири серії. Її останньою появою в серіалі стала сцена наприкінці 100-ї серії, де її героїня зіткнулася в гаремі з Шах-султан. За словами самої Узерлі, причиною її відходу була сильна фізична та психологічна втома від зйомок серіалу, які тривали по 16 годин на добу. Як пізніше з'ясувалося, на її відхід також вплинув конфлікт із продюсерами серіалу, які відмовили їй у підвищенні гонорару. Коли розпочалися юридичні розгляди, обидві сторони висували взаємні звинувачення. Так, Узерлі звинуватила всю знімальну групу в її нервовому зриві і назвала обстановку на знімальному майданчику «нестерпною», а головний продюсер проєкту звинуватив її у підлості, наклепах, непрофесіоналізмі та порушенні договору, який вона підписала перед від'їздом у Німеччину. Там значилося, що після триденної відпустки вона зобов'язується повернутись на зйомки. Після того, як вона зателефонувала продюсерам і повідомила, що не зможе повернутися на зйомки в цей термін, вони призупинили знімальний процес ще на тиждень, але Узерлі не повернулася і перестала виходити на зв'язок. Виявилося, що в цей час вона пережила відразу кілька нервових зривів і потрапила до психіатричної клініки, де їй діагностували синдром емоційного вигоряння, перевтому та виснаження. Зрештою відбулася заміна головної акторки, і обидві сторони взаємно відмовилися від усіх звинувачень у серпні 2013 року після того, як справу було врегульовано поза судом. Крім того, в процесі зйомок акторка завагітніла від свого партнера, підприємця Джана Атеша, з яким у той же період розлучилася.
Наприкінці 2014 року повернулася до Стамбула і оголосила про повернення на турецькі екрани. У 2016 році вона з'явилася одразу у трьох масштабних проєктах із головними ролями.
12 січня відбувся прем'єрний показ драматичного серіалу «Королева ночі», який створювався спеціально для Узерлі.  Серіал мав широку рекламну кампанію і привернув дуже велику увагу громадськості ще на стадії розробки, оскільки його виробництво супроводжувало безліч проблем. Проект змінив п'ятнадцять сценаристів, дев'ять раз переписувався сценарій, кілька разів змінювався акторський склад, режисери та назва. Незважаючи на високий бюджет, залучення одних з найвідоміших акторів і кінематографістів Туреччини, серіал з першої ж серії показав низькі рейтинги і отримав погані відгуки від критиків, в зв'язку з чим був закритий після 15 серій.  Сама Узерлі зізнавалася, що підписалася на проект лише через пропозицію продюсерів написати шоу саме для неї і назвала його «експериментом».
У березні на турецькі кіно-екрани вийшов драматичний фільм «Материнська рана». Партнерами акторки у картині стали одразу кілька колег із серіалу «Величне століття»: Окан Ялабик, Сабіна Тозія та Озан Гювен, який також виступив автором сценарію. Фільм не мав комерційного успіху та отримав змішані відгуки від критиків.
Восени Мер'єм приєдналася до акторського складу популярного кримінального серіалу «Мафія не може керувати світом» з роллю російської шпигунки, в якому вона знову зіграла з однією з колег по серіалу «Величне століття» Деніз Чакир. Там її можна побачити із 53 по 71 серію.
У 2017 році Узерлі знялася у двох фільмах з головними ролями, проте вони не набули широкого розголосу ні серед публіки, ні серед критиків. У 2019 році на Netflix вийшов останній на даний момент фільм за участю акторки під назвою «Вулик», де вона зіграла головну роль жінки-бджоляра, яка намагається обійти закони природи. Стрічка отримала захоплені відгуки від критиків та виграла кілька престижних нагород.
Мер'єм Узерлі також є успішною підприємицею: у 2015 році вона заснувала косметичний бренд «Meryem Cosmetics», а в Берліні відкрила кафе «Nosh Nosh». Її також можна побачити в багатьох рекламних кампаніях, таких як Faberlic, Blue Diamond.

## Особисте життя
З 2003 до 2009 року Мер'єм Узерлі зустрічалася з хлопцем турецько-німецького походження на ім'я Озджан. За словами акторки, поступово їхні стосунки себе вичерпали, і вони залишалися друзями, поки Узерлі не дізналася, що він продав пресі особисті фотографії з відпочинку та розголошував інтимні подробиці їхніх стосунків.
У 2011 році почала зустрічатися з турецьким бізнесменом Джаном Атешем. Через рік стосунків пара оголосила про заручини. У серпні 2013 року стало відомо, що вони розлучилися із гучним скандалом. Наприкінці серпня Узерлі оголосила, що перебуває на четвертому місяці вагітності. 10 лютого 2014 року вона народила дочку, яку назвала Лара.
З 2014 по 2015 рік Узерлі була в стосунках з турецьким актором Озаном Гювеном. Вони познайомилися на зйомках серіалу «Величне століття» і швидко зблизилися. Пізніше вони зіграли разом головні ролі подружньої пари у фільмі «Материнська рана». Узерлі завжди відгукувалася про Озана в найкращому ключі та дякувала за підтримку у важкий період її життя. Попри розставання, вони перебувають у статусі найкращих друзів.
У наступні роки Узерлі мала нетривалі романи. У 2016 році зустрічалася з турецьким бізнесменом Альпом Озджаном. Кілька разів вони разом з'являлися на публіці, також їх бачили на відпочинку у Франції. У 2017 році Узерлі зустрічалася з турецьким актором Чаглара Ертугрулом, з яким познайомилася під час зйомок у Хорватії. Ходили чутки, що він покинув наречену заради Мер'єм. Через кілька місяців пара розпалася.
У 2021 році Узерлі народила другу доньку, яку назвала Лілі Кої. Батька дитини, який є її партнером вже кілька років, Узерлі приховує від громадськості. Але пізніше вона повідомила, він є американським бізнесменом. Пара планувала пишне весілля, але через пандемію COVID-19 відклали свято.

## Узерлі і Україна
8 січня 2024 року акторка святкувала день народження своєї доньки. Обидві вдягнулись у стилі російського мультику Маша і Ведмідь, який підтримує війну у України, і виклали це на своїй сторінці в Instagram. Українські користувачі відреагували таким чином: " країна терорист", "наїлася г*він*", "то не соромно її виставляти світлину в підтримку країни терориста рашки, то не шкода дітей які загинули від ракет". Російські користувачі зраділи і написали, що Роксолана – "російська".

## Фільмографія
| Рік        | Проект                        | Оригінальна назва              | Роль                     |
| ---------- | ----------------------------- | ------------------------------ | ------------------------ |
| 2008       | Інга Ліндстрем                | Inga Lindström                 | Брітта                   |
| 2008       | Втрьох                        | Ménage ä trois                 | Маделіна                 |
| 2009       | Божевільний уїк-енд           | Das total verrückte Wochenende | дівчина легкої поведінки |
| 2009       | Зірки на льоду                | Sterne über dem Eis            | студентка                |
| 2010       | Лінія                         | The Line                       | Анна                     |
| 2010       | Справи любовні                | Lover's Guide                  | Мара                     |
| 2010       | МВЛФ:Ми всі любимо футбол     | WALF: We All Love Football     | Лена                     |
| 2010       | Безповоротний рейс            | Journey of No Return           | стюардеса                |
| 2011       | А зараз балет                 | Jetzt aber Ballett             | Саша Кітано              |
| 2011       | Гамбург Докленд               | Notruf Hafenkante              | Еліна                    |
| 2011       | Справа для двох               | Ein Fall für zwei              | Анкель                   |
| 2011- 2013 | Величне століття. Роксолана   | Muhteşem Yüzyil                | Хасекі Хюррем Султан     |
| 2016       | Королева ночі                 | Gecenin Kraliçesi              | Селін                    |
| 2016       | Материнська рана              | Annemin Yarası                 | Марія                    |
| 2016       | Мафія не може керувати світом | Eşkıya Dünyaya Hükümdar Olmaz  | Сюзан                    |
| 2017       | Розумник Реджаї               | Cingöz Recai                   | Гьозе                    |
| 2017       | Інша сторона                  | Öteki Taraf                    | Сара                     |
| 2019       | Вулик                         | Kovan                          | Айше                     |
| 2023       | Ру                            | Ru                             | Рейан                    |

## Нагороди та номінації
| Нагороди й номінації | Нагороди й номінації                            | Нагороди й номінації          | Нагороди й номінації          | Нагороди й номінації |
| Рік                  | Премія                                          | Номінація                     | Робота                        | Результат            |
| -------------------- | ----------------------------------------------- | ----------------------------- | ----------------------------- | -------------------- |
| 2010                 | 47 міжнародний кінофестиваль «Золотий апельсин» | Спеціальний приз журі         | «Безповоротний рейс»          | Перемога             |
| 2011                 | Телевізійна премія Анталії                      | «Найкраща акторка серіалу»    | «Величне століття. Роксолана» | Номінація            |
| 2011                 | ТВ газета:Зірки                                 | «Найкраща акторка 2011 року»  | «Величне століття. Роксолана» | Перемога             |
| 2012                 | Премія «Золотий метелик»                        | «Найкраща драматична акторка» | «Величне століття. Роксолана» | Перемога             |
| 2012                 | Телевізійна премія Анталії                      | «Найкраща драматична акторка» | «Величне століття. Роксолана» | Номінація            |
| 2012                 | ТВ газета:Зірки                                 | «Найкраща акторка серіалу»    | «Величне століття. Роксолана» | Перемога             |
| 2012                 | Премія «Зірка року»                             | «Найкраща рейтингова акторка» | «Величне століття. Роксолана» | Перемога             |
| 2013                 | Премія «Kristal Fare»                           | «Найкраща акторка серіалу»    | «Величне століття. Роксолана» | Перемога             |
| 2013                 | Телевізійна премія Анталії                      | «Найкраща драматична акторка» | «Величне століття. Роксолана» | Перемога             |
| 2015                 | Молодіжна премія Туреччини                      | «Найпопулярніша жінка»        |                               | Перемога             |
| 2016                 | Міжнародна нагорода Бейрута                     | «Найкраща міжнародна акторка» |                               | Перемога             |
| 2020                 | Кінофестиваль «Золотий апельсин»                | «Найкраща жіноча роль»        | «Вулик»                       | Перемога             |
| 2020                 | Кінофестиваль «Челсі»                           | «Найкраща міжнародна акторка» | «Вулик»                       | Перемога             |